# Оберн (Мејн)
Оберн (енгл. Auburn) град је у америчкој савезној држави Мејн.

## Демографија
По попису из 2010. године број становника је 23.055, што је 148 (-0,6%) становника мање него 2000. године.
| Група             | 2000.          | 2010.          |
| Белци             | 22.395 (96,5%) | 21.392 (92,8%) |
| Афроамериканци    | 137 (0,6%)     | 570 (2,5%)     |
| Азијати           | 137 (0,6%)     | 218 (0,9%)     |
| Хиспаноамериканци | 169 (0,7%)     | 349 (1,5%)     |
| Укупно            | 23.203         | 23.055         |